# Fujiwara no Yoshiyo

Fujiwara no Yoshiyo (藤原良世, também conhecido como Chishi Daijin, 823 – 900), era um nobre membro da Corte, estadista e político durante o Período Heian da História do Japão.

## Vida
Este membro do Ramo Hokke do Clã Fujiwara era o oitavo filho de Fujiwara no Fuyutsugu. 

## Carreira
Yoshiyo serviu os seguintes imperadores: Nimmyo (833 - 848), Montoku  (848 - 858), Seiwa (858 - 876),	Yozei (876 - 884), Koko (884 - 887),  Uda (887 - 897) e Daigo (897 - 900)
Em 845, durante o governo do Imperador Nimmyo, Yoshiyo serviu como Udoneri (oficial do Ministério do Centro). Depois como Supervisor do Meryō (Estabulos Imperiais) e no Comando do Hyoefu (Guarda Samurai).
Em 850, no governo do Imperador Montoku, Yoshiyo é promovido a segundo tenente e passa a servir no Emonfu (Guarda da Fronteira) sendo promovido em 851 como capitão desse agrupamento.
Quando o Imperador Seiwa acendeu o trono em 858 e seu irmão Fujiwara no Yoshifusa ocupava o cargo Daijō Daijin, Yoshiyo é promovido a Comandante e remanejado para o Konoefu (Guarda do Palácio) . Em 870 foi nomeado Sangi.
Em 872 Yoshifusa veio a falecer e neste mesmo ano  Yoshiyo foi promovido a Chūnagon, em 882 no reinado de Yozei, foi promovido a Dainagon cargo que ocupou até 890, em 891 no governo do Imperador Uda se torna Udaijin e em 896 Sadaijin cargo que ocupa até a ascensão do Imperador Daigo em 897.
Yoshiyo veio a falecer em 900.
| Precedido por Minamoto no Tōru     | 17º Sadaijin (896-897) | Sucedido por Fujiwara no Tokihira |
| Precedido por Minamoto no Masaru   | 35º Udaijin (891-896)  | Sucedido por Minamoto no Yoshiari |
| Precedido por Minabuchi no Toshina | 66º Dainagon (867-870) | Sucedido por Fujiwara no Fuyuo    |